# Kamal Nefissi
Kamal Nefissi – tunezyjski zapaśnik walczący w stylu klasycznym. Złoty medalista mistrzostw Afryki w 1993 roku.